# Chinonye Chukwu

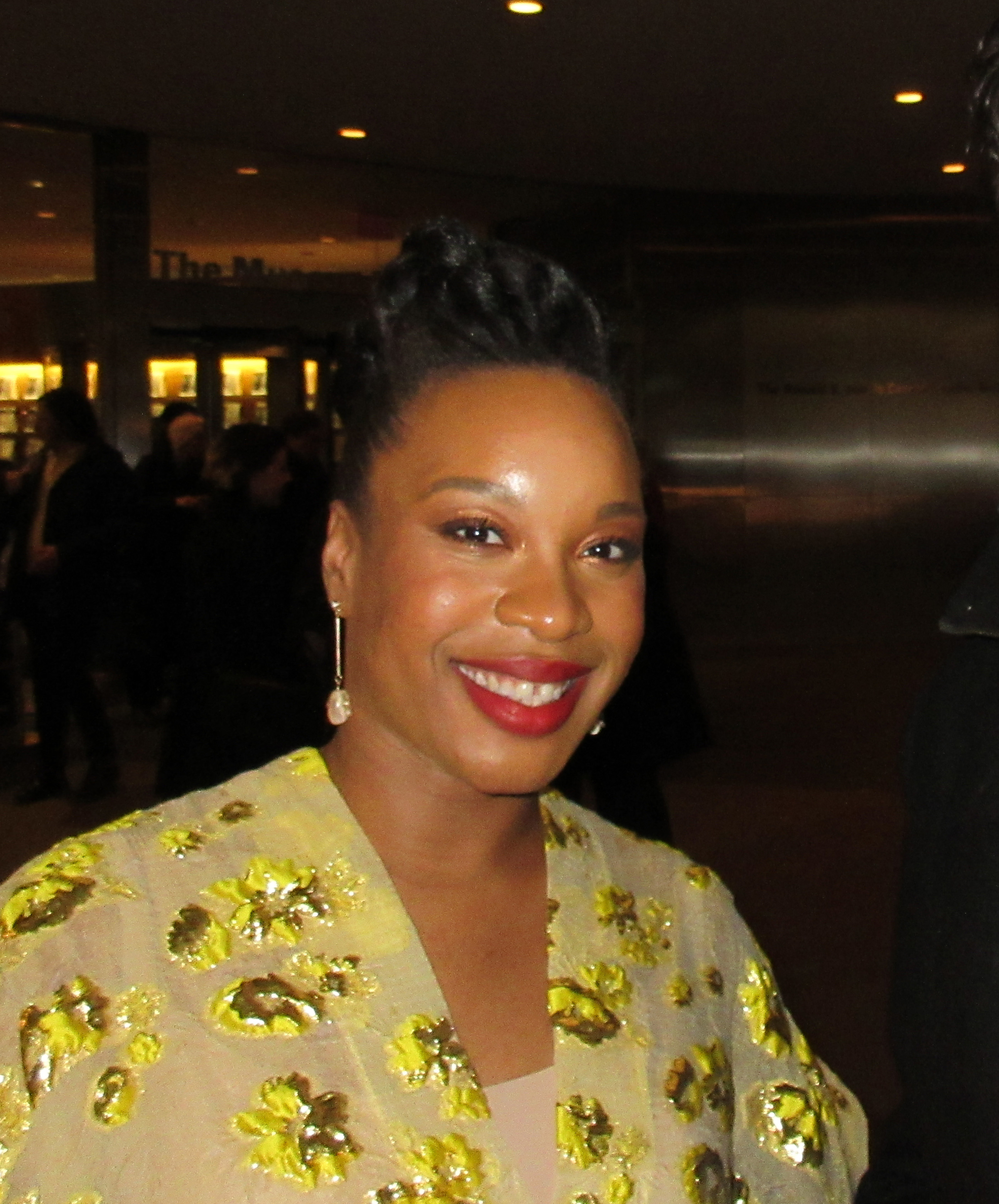
Chinonye Chukwu (2019)

Chinonye Chukwu (* 19. Mai 1985 in Port Harcourt) ist eine nigerianisch-US-amerikanische Filmregisseurin und Drehbuchautorin.

## Leben
Chinonye Chukwu wurde Mitte der 1980er-Jahre in Port Harcourt im Süden Nigerias als jüngstes von vier Kindern geboren. Als sie ein Jahr alt war, gingen ihre Eltern nach Oklahoma, wo diese ihre Abschlüsse machten. Ihr Vater promovierte in Petroleum Engineering, ihre Mutter erwarb Masterabschlüsse in Chemieingenieurwesen und Erdölingenieurwesen. Nachdem ihr Vater einen Ruf an die University of Alaska Fairbanks bekam als Chukwu sechs Jahre alt war, zog die Familie nach Alaska, wo sie ihre Kindheit verbrachte und bis zu ihrem 18. Lebensjahr blieb.
Während ihrer Jugend litt sie unter der Isolation in Alaska und suchte Zuflucht in romantischen Hollywood-Komödien mit Julia Roberts. Der Roman Invisible Man von Ralph Ellison weckte im Alter von 16 Jahren ihr Bewusstsein für strukturellen Rassismus in den USA und prägte ihr späteres Filmschaffen stark.
In ihrem Abschlussjahr an der DePauw University in Greencastle in Indiana drehte Chukwu einen Dokumentarfilm mit dem Titel Four Women: Being Black and Female on DePauw’s Campus. Sie qualifizierte sich für den Princess Grace Foundation Grant, erhielt ein Stipendium über 25.000 US-Dollar und wurde später durch ein weiteres Stipendium von der Princess Grace Foundation unterstützt.

## Werk
Nach ihrem Film alaskaLand und ihren Kurzfilmen Bottom und A Long Walk stellte sie im Januar 2019  im Rahmen des Sundance Film Festivals ihren Film Clemency vor. Dort wurde Chukwu als erste Afroamerikanerin mit dem Grand Jury Prize im Dramatic Competition ausgezeichnet. Im Film ist Alfre Woodard in der Rolle einer Gefängniswärterin im Hochsicherheitstrakt eines Gefängnisses in den USA zu sehen, die Dutzende Hinrichtungen miterleben muss. Chukwu hatte in Vorbereitung auf dem Film mit Gefängnispersonal und pensionierten Aufsehern, darunter auch Gefängnisleitern, aber auch mit Anwälten und inhaftierten Männern und Frauen gesprochen, was Einfluss darauf hatte, wie sie die Figuren in ihrem Film erscheinen lassen wollte. So würde in Bernadine Williams Büro immer wieder eine Uhr gezeigt: „Zeit ist eine komplizierte, schmerzhafte Sache, wenn man eingesperrt ist. Zeit bedeutet etwas anderes, wenn du eine lebenslange Haftstrafe verbüßt. Zeit bedeutet etwas anderes, wenn du darauf wartest zu sterben. Zeit bedeutet etwas anderes, wenn du dein Todesurteil hast. Zeit bedeutet etwas anderes, wenn du keine Ahnung hast, ob du im letzten Moment begnadigt wirst. Im Gefängnis wird viel gewartet, deshalb wollte ich, dass das Publikum unterschiedliche Erfahrungen mit der Zeit macht.“
Chukwus zweiter Langfilm, die Filmbiografie Till – Kampf um die Wahrheit über Mamie Till-Mobley mit Danielle Deadwyler in der Titelrolle, feierte Anfang Oktober 2022 beim New York Film Festival ihre Premiere. Chukwu nahm für das Drehbuch die Hilfe des Dokumentarfilmers Keith Beauchamp in Anspruch und konnte unter anderem die bekannte Schauspielerin Whoopi Goldberg als Produzentin gewinnen. Diese war von dem Wunsch getrieben, eine neue Generation über dieses historische Ereignis aufzuklären, bei dem Tills 14-jähriger Sohn Emmett 1955 in den US-Südstaaten einem rassistisch motivierten Lynchmord zum Opfer fiel. Beauchamp hatte eine 27 Jahre lange Recherche zu den Vorfällen in das Drehbuch einfließen lassen.
Chukwu sagte in einem Interview, sie habe den Film nur unter der Bedingung realisieren wollen, dass er nicht die Gewalt zeige, sondern Liebe, Gemeinschaft und Menschlichkeit in den Mittelpunkt stelle. Die Gewalt, die Emmett widerfährt, wird von der Regisseurin nicht gezeigt – vielmehr liegt der Fokus auf der Reaktion der Mutter, die beschließt, ihren Sohn im offenen Sarg aufzubahren, um der Welt das Ausmaß des Rassenhasses vor Augen zu führen. Diese Entscheidung gilt als ein Schlüsselmoment in der US-amerikanischen Bürgerrechtsbewegung. Chukwu arbeitete beim Dreh eng mit dem Cast und der Crew zusammen und stellte ein therapeutisches Umfeld am Set sicher. In besonders belastenden Szenen wurde auf die emotionalen Bedürfnisse der Schauspieler Rücksicht genommen. Till wurde trotz seiner gesellschaftlichen Relevanz bei den Oscar-Nominierungen 2023 übergangen. Chukwu äußerte daraufhin öffentlich Kritik an der Filmindustrie und sprach von einer „unverhohlenen Misogynie gegenüber Schwarzen Frauen“.
Neben ihrer Tätigkeit als Filmemacherin ist Chukwu in der pädagogischen Arbeit und als Anwältin für soziale Gerechtigkeit tätig. Sie ist die Gründerin von Pens to Pictures, einer Filmkollaborative, die inhaftierte Frauen lehrt und befähigt, ihre eigenen Kurzfilme zu drehen. Gegenwärtig arbeitet sie an der Wright State University in Dayton, Ohio.

## Filmografie (Auswahl)
- 2009: Igbo Kwenu! (Kurzfilm)
- 2010: The Dance Lesson (Kurzfilm)
- 2012: alaskaLand
- 2012: Bottom (Kurzfilm)
- 2013: A Long Walk (Kurzfilm)
- 2019: Clemency
- 2022: Till – Kampf um die Wahrheit (Till)

## Auszeichnungen (Auswahl)
Black Reel Award
- 2020: Nominierung für die Beste Nachwuchsregie (Clemency)
- 2020: Nominierung für das Beste Drehbuch (Clemency)
- 2020: Nominierung für das Beste Drehbuchdebüt (Clemency)[13]

Chicago International Film Festival
- 2019: Nominierung als Bester Spielfilm im internationalen Wettbewerb (Clemency)[14]

Independent Spirit Awards
- 2020: Nominierung für das Beste Drehbuch (Clemency)[15]

Sundance Film Festival
- 2019: Auszeichnung mit dem U.S. Dramatic Grand Jury Prize (Clemency)

Variety‘s 2019 Class
- Aufnahme in die 10 Screenwriters to Watch (Clemency)[16]